# Zalba
Zalba o Zelba (àrab: زالبة, Zālba) és un municipi tunisià adscrit a la delegació de Sidi Alouane, a la governació de Mahdia. Limita a l'est amb Melloulèche i El Bradâa, a l'oest amb Tlelsa, al nord amb Sidi Alouane i al sud amb Jebeniana i El Hencha.

## Clima
La regió es caracteritza per un clima àrid, precipitacions escasses i irregulars (mitjana de 288 mm anuals) i una temperatura mitjana de 19 °C.

## Administració
El lloc de Zalba és el centre de la municipalitat o baladiyya homònima, amb codi geogràfic 33 28 (ISO 3166-2:TN-12). La municipalitat fou creada per un decret del 26 de maig de 2016, al mateix temps que les municipalitats d'El Hekaima, Sidi Zid-Ouled Moulahem i Talalsa, totes a la governació de Mahdia.
Inclou cinc sectors o imades de la delegació o mutamadiyya de Sidi Alouane (codi geogràfic 33 60):
- Zalba Est (33 60 58)
- Zalba Ouest (33 60 59)
- Oued Béja Sud (33 60 57)
- Nozha (33 60 60)
- Zorda (33 60 53)

Zelba té una única circumscripció o dàïra, Zarda o Zorda, que inclou els sectors de Zarda i Oued Béja Sud, i que té el seu propi codi postal, 5151. La circumscripció es crea l'any 2020.